# Belfast Giants
Belfast Giants zijn een ijshockeyclub uit Belfast, Noord-Ierland. Ze komen uit in de hoogste Britse divisie namelijk de Elite Ice Hockey League. De Belfast Giants spelen in de Odyssey Arena in Belfast.